# 小岩嶽城
小岩嶽城（こいわたけじょう）は、信濃国安曇郡（のち南安曇郡）小岩嶽、現在の長野県安曇野市にあった日本の城。安曇野市指定史跡。

## 概要
中世仁科氏庶流の古厩氏が領有していた安曇郡穂高有明の古厩郷に、大永2年（1522年）仁科盛国が築城した。国人領主の仁科氏は信濃国守護小笠原氏とは抗争を経て被官化した経緯があり、臣下にあっても小笠原氏を警戒する狙いがあったものと思われる。
天文年間、武田晴信は信濃への侵攻を開始。天文21年（1552年）8月、武田軍は3000人の兵で500人で守る小岩嶽城を攻撃した。城主の仁科氏庶流小岩盛親は3ヶ月にわたる籠城の末自刃した。永禄4年（1561年）には仁科氏宗家も滅亡する。
その後、小岩嶽一帯の元々の領主である古厩氏は武田氏（森城主仁科盛信）に従った。天正10年（1582年）の武田氏滅亡後は上杉景勝配下の市川信房に宛行われたが、後に小笠原貞慶が旧領に復帰し、古厩盛勝も小笠原氏に従った。しかし天正11年（1583年）、上杉方に通じて小笠原氏に逆心を企てたという理由で成敗された。小岩嶽城はこの時点で古厩氏居城の古厩城とともに廃城になったと思われている。

## 遺構
現在、城は小岩嶽城址公園となっており、模擬門、櫓を模した展望台がある。
城の遺構は、山上だけではなく、山麓にもある。
山上の遺構
- 曲輪[6]
  - 北の尾根には大小50段以上の削平地群が展開する[2]。
- 堀切、竪堀[2]
  - 西の尾根には連続竪堀がある[2]。

山麓の遺構
- 曲輪[7]
- 土塁
- 石垣 - 自然石を積んだ「野面積」である[1]。
- 虎口[1]
- 空堀
  - 惣構 -山麓部を囲繞する空堀（幅約15メートル・深さ約7メートル）があり、横矢をかけるように折歪がつけられている[8]。
- 土橋

### 復元・関連建造物など
- 櫓門 - 木造で建てられた門。後ろは林となっている。
- 展望台 - 遊歩道から左手に登ったところに建立。石垣の上にのろし台を模したもの。中は登れるが暗いので要注意。
- 小岩嶽城戦没者慰霊碑 - 武田氏の信濃侵攻の際に、戦死した籠城兵の慰霊のため建立。

## 交通
- JR大糸線・穂高駅から安曇野周遊バスに乗り「小岩岳別荘入口」バス停下車、徒歩約20分
- 長野自動車道・安曇野ICから約30分
  - 小岩嶽城址公園駐車場（無料）